# Jocs de les Illes
|  | No s'ha de confondre amb Jocs Insulars. |

Els Jocs de les Illes (en francés Jeux des îles) són un esdeveniment esportiu per a atletes joves de 14 a 16 anys organitzat pel Comitè Organitzador del Jocs de les Illes (Comité d'Organisation des Jeux des Iles o COJI).

## Participants
- Açores
- Illes Balears
- Illes Canàries
- Cap Verd
- Corfú
- Còrsega
- Creta
- Elba
- Illes Fèroe
- Gibraltar
- Guadalupe
- Haití
- Jersey
- Korčula
- Madeira
- Malta
- Martinica
- Mayotte
- Polinèsia Francesa
- Reunió
- Sardenya
- Sicília
- Xipre
- Illa de Wight

## Edicions
| Edició | Illa           | Seu                        |
| ------ | -------------- | -------------------------- |
| 1997   | Còrsega        | Ajaccio                    |
| 1998   | Còrsega        | Ajaccio                    |
| 1999   | Sicília        | Palermo                    |
| 2000   | Madeira        | Funchal                    |
| 2001   | Illes Balears  | Palma                      |
| 2002   | Sardenya       | Cagliari                   |
| 2003   | Açores         | Illa de São Miguel         |
| 2004   | Illes Canàries | Las Palmas de Gran Canaria |
| 2005   | Creta          | Heràklion                  |
| 2006   | Sicília        | Palermo                    |
| 2007   | Còrsega        | Ajaccio                    |
| 2008   | Guadalupe      | Basse-Terre                |
| 2009   | Illes Balears  | Palma                      |
| 2010   | Açores         | Illa de São Miguel         |
| 2011   | Sicília        | Palermo                    |
| 2012   | Sardenya       | Cagliari                   |
| 2013   | Còrsega        | Ajaccio                    |
| 2014   | Còrsega        | Ajaccio                    |
| 2015   | Açores         | Angra do Heroísmo          |
| 2016   | Illes Balears  | Palma                      |
| 2017   | Martinica      | Fort-de-France             |
| 2018   | Sicília        | Catània                    |
| 2019   | Còrsega        | Ajaccio                    |
| 2022   | Illes Balears  | Palma                      |
| 2023   | Còrsega        | Ajaccio                    |